# Compagnia commerciale medievale
Le compagnie commerciali del Medioevo erano associazioni di mercanti, armatori, proprietari di attività produttive (campagne, miniere o manifatture) e banchieri che esercitavano il commercio di merci proprie o di altra provenienza.

## Evoluzione storica
In origine, le compagnie commerciali furono fondate sul capitale economico ed umano di alcune famiglie. A Firenze alcuni esempi illustri furono le Compagnie dei Bardi e dei Peruzzi.
Anche durante il periodo di massimo sviluppo, generalmente, le compagnie facevano capo ad una ricca famiglia ma accettavano l'ingresso di soci ad essa estranei, di solito appartenenti a famiglie imparentate od alleate, oppure vecchi agenti.
Nei casi migliori, disponevano di una fitta rete di agenzie e di filiali in Europa e nel vicino Oriente. Il massimo sviluppo di questa forma di associazione lo si ebbe tra il XIII ed il XIV secolo, mentre, in seguito alla crisi economica del Trecento, molte compagnie conobbero il fallimento.

## Struttura delle compagnie
Ogni compagnia era formata da una casa madre e da numerose filiali, teoricamente indipendenti, ma tenute a lavorare in maniera coordinata e a venire in aiuto l'una dell'altra in caso di necessità. Al servizio della compagnia c'erano flotte, carovane ed agenzie e, per rendere più pratico e sicuro il viaggio dei corrieri e dei commercianti, al posto dei contanti si usavano lettere di cambio. Queste organizzazioni possono anche essere paragonate alle moderne multinazionali, poiché anch'esse erano fornite di enormi capitali, possedevano filiali in ben tre continenti (Europa, Asia e Africa), tendevano a differenziare i propri interessi in tutti i campi e disponevano di un grande potere politico (i loro proprietari dominavano la scena politica delle proprie città ed avevano rapporti con i sovrani europei).

## La rivoluzione commerciale del Medioevo
Queste strutture economiche trovarono il proprio stimolo nel grande sviluppo delle tecniche contabili, commerciali e finanziarie che avvenne nel Medioevo. Già le Tavole amalfitane prevedevano la regolamentazione della spartizione degli utili tra i soci di un'impresa, ma furono i mercanti ed i banchieri pisani, veneziani, genovesi e fiorentini a far nascere il moderno concetto di compagnia, ovvero un'organizzazione in cui i profitti vengono distribuiti tra gli investitori proporzionalmente ai capitali investiti.
Un'altra importante innovazione medievale fu la già citata lettera di cambio, antenata degli assegni e prima forma di cambiale. Poi fu introdotta la partita doppia, che permetteva un più pratico calcolo contabile, e nacquero i titoli del debito pubblico, contrattati nelle borse e lontani precursori delle banconote. I calcoli, infine, vennero sensibilmente semplificati dall'introduzione delle cifre arabe, avvenuta ad opera di Leonardo Fibonacci.